# Satyrus zhicharevi
Satyrus zhicharevi är en fjärilsart som beskrevs av Krulikovski 1926. Satyrus zhicharevi ingår i släktet Satyrus och familjen praktfjärilar. Inga underarter finns listade.